# Перниш, Душан
Ду́шан Пе́рниш (словац. Dušan Perniš; 28 ноября 1984, Нитра, Чехословакия) — словацкий футболист и футбольный тренер, вратарь клуба «Дубница». Выступал в сборной Словакии.

## Карьера

### Клубная
Профессиональную карьеру начал в 2003 году в клубе «Нитра» из одноимённого города, однако, не сыграл за «Нитру» ни одного матча. В 2004 году продолжил карьеру в клубе «Дубница» из города Дубница-над-Вагом, где выступал до конца 2005 года, проведя за это время 61 матч. В 2006 году перешёл в клуб «Жилина» одноимённого города, провёл 7 матчей, после чего был отдан в аренду клубу «Сенец» из одноимённого города, в составе которого выступал до конца 2006 года, проведя за это время 22 матча. В начале 2007 года был снова отдан на правах аренды, на этот раз в клуб «Дубница», в котором уже выступал ранее. За «Дубницу» играл до лета 2008 года, проведя за это время 43 матча, после чего вернулся в «Жилину», где и провёл следующий сезон, приняв участие в 32 матчах команды и став вместе с ней вице-чемпионом Словакии. Помимо этого, защищал цвета «Жилины» в матчах группового этапа Кубка УЕФА, а всего, с учётом и отборочных раундов, сыграл в 10 еврокубковых матчах, в которых пропустил 9 мячей.
В июле 2009 года подписал контракт с шотландским клубом «Данди Юнайтед», к которому присоединился в январе 2010 года, после завершения истекшего в декабре 2009-го контракта с «Жилиной».
2 августа 2012 года подписал трёхлетний контракт с «Погонью».

### В сборной
Выступал за юношеские (разных возрастов, начиная со сборной для игроков до 16 лет) и молодёжную сборные страны.
В составе национальной сборной Словакии дебютировал 12 августа 2009 года, выйдя на замену Яну Мухе во втором тайме проходившего в Рейкьявике товарищеского матча со сборной Исландии, в той игре Душан пропустил 1 гол, автором которого стал Кристиан Сигурдссон, а Словакия в итоге сыграла вничью со счётом 1:1.

## Достижения
«Жилина»
- Вице-чемпион Словакии (1): 2008/09

«Данди Юнайтед»
- Обладатель Кубка Шотландии (1): 2009/10

«Слован Братислава»
- Вице-чемпион Словакии (1): 2013/14